# 고성층
고성층(Kgos; Kyeongsang supergroup Yuchoen group Goseong formation, 固城層)은 대한민국 경상 분지 내 경상남도 고성군 남동부의 고성읍, 삼산면과 거류면의 거류산(571.7 m), 면화산(413.7 m), 통영시의 도산면 서부 지역에 접시 모양의 향사 구조로 분포하는 경상 누층군 유천층군의 최하부 지층이다. 최소 650 m 이상의 두께를 가지는 고성층은 경상 누층군 하양층군 최상부 진동층을 평행 부정합으로 덮고 있으며, 유천층군 안산암류와 불국사 화강암류에 의해 피복 또는 관입당해 있다. 

## 개요
고성층은 암상에 따라 녹회색의 응회질사암, 역암, 이암, 붉은색의 응회질 사질이암 등으로 구성되는 하부, 붉은색이 우세한 사암과 사질이암으로 구성되는 중부, 녹회색 내지 암회색의 세립질사암, 역암, 적색 사질이암이 주로 나타나는 상부로 구분된다. 고성층의 상한은 주 분포지 중앙부의 최상부 응회암층으로 나타난다. 
고성층 하부의 데사이트질 응회암에서 추출한 쇄설성 저어콘의 U-Pb SHRIMP 연대측정 결과는 92.1±3.2 Ma를 보여 고성층의 퇴적은 약 9200만 년 전 시작되었으며, 고성층 상부에 협재되는 데사이트질 화산회 응회암(N 34°57'51.28", E 128°15'59.11")과 고성층을 피복하는 안산암질 화산회 응회암(N 34°58'01.88", E 128°16'09.73")에 대해 실시한 저어콘 U-Pb 절대연령측정 결과는 각각 약 89.1±0.4 Ma와 약 85.0±0.3 Ma 를 보여 고성층의 퇴적이 85 Ma 이전에 종결된 것을 지시한다.

## 지역별 지질

### 통영시와거제시
충무 지질도폭(1983)에 의하면 주로 응회질 퇴적암과 응회암으로 구성되며 응회질 퇴적암 속에 담갈색 혹은 회색의 이암을 협재하기도 한다. 응회암층은 고성층 상부에 두께 20 m로 2매 협재된다. 본 층의 하한은 진동층과 점이적이어서 설정하기 곤란하나 대체로 녹색, 자색 응회질셰일, 녹색 응회질사암 혹은 응회질역암의 산출로부터 그 기저로 삼았으며 상한은 응회암을 경계로 삼았다. 본 층 내에서 사층리와 연흔이 관찰된다.
미조-미륵도도폭(2016)에 의하면 고성층은 통영시 한산도 염호리 북동부와 거제시 둔덕면 술역리 화도 남동부에 소규모로 드러나 있으며 문어포 안산암 아래 놓이고 녹회색 응회질 이암 및 사암, 저색 응회질 이암과 담녹회색 응회질 역암으로 구성된다. 지층의 주향과 경사는 일반적으로 북서 10~70°및 남서 10~19°를 나타내나 화도에서 한산도 단층 인접부에서는 대개 북동 10~20°및 남동 20° 로서 반대 방향으로 경사한다.
장태우 외(1983)는 부산 지역의 다대포층이 고성층에 대비될 것이라는 견해를 제시한 바 있으나 강희철 등은 2000년 고지자기 연구를 통해 고성층과 그 상위의 안산암에서는 여러 차례의 역자화가 관찰되는 반면 다대포층에서는 하부 2개 층준에서만 짧은 역자화가 나타나고 상위의 안산암은 정자화된 것에 근거하여 고성층과 다대포층이 시층서적으로 대비될 가능성은 없다고 하였다.
2011년 통영시 도산면 도선리의 연도(N 34°55'29.69", E 128°19'50.38")에 분포하는 고성층 상부에서 공룡 알 화석이 산출되었고, Macroelongatoolithus goseongensis oosp. nov.와 Dictyoolithus neixiangensis로 기재되었다. 이 일대에 분포하는 고성층은 주로 붉은색 이암, 사암, 역질 사암, 응회암 등으로 구성되고 중성 암맥이 이를 관입한다. 하천 기원의 역질 조립사암 내지 사암층은 사층리가 발달하고 상향 세립화의 경향을 보인다. 사암에서는 규화목편화석도 산출되었다.
통영시 도산면 오륜리의 작은 섬 읍도의 선착장 옆에 위치한 해안가 노두의 성층면(N 34°55'26.69", E 128°19'17.61")에서 공룡 발자국 화석이 산출되었다. 해안가의 고성층은 주로 응회질 사암층으로 구성되고 중성 암맥이 이를 관입한다. 응회질 사암에 보존된 공룡 발자국 화석은 조각류와 용각류의 발자국으로 추정되며 다수의 보행렬들이 여러 방향으로 발달한다. 문화재자료 제203호로 지정되어 있으나 현지에는 안내판이 없으며 읍도에는 정기 배편이 없어 접근성이 낮다.

### 고성군
2017년 고성군 고성읍 서외리 도로공사현장 절개사면(N 34°58'38.75", E 128°19'08.02")에서 제4기 지층과 고성층을 절단하고 있는 단층이 보고되었다. 이 단층은 경남 남해권에서 최초로 보고된 제4기 단층이며, 백악기 고성층과 그 상위의 제4기층을 절단하는 역이동성 단층이다. 현재 본 노두는 방치되어 있어 일반인이 인지하기 어렵다. OSL 연대측정을 통해 얻어진 제4기층 하부의 연대는 제4기층의 상부까지 절단하고 있는 단층의 최후기 단층 활동이 적어도 61~60 ka, 약 6만년 이후임을 지시한다. 단층의 실제 최소 수직 변위와 실제 변위량은 각각 1.61 m와 2.17 m이며, 이 변위를 한 번의 지진 활동에 의한 것이라 가정하고 최대변위-모멘트 지진규모의 경험식에 적용하면 모멘트 지진규모(Mw)는 6.7 정도로 추정할 수 있다.이윤성 외(2018)는 고성층을 조사하고 거류면의 거류산 일대에서 기저 역암으로 판단되는 역암층이 흔히 관찰되었고, 두 지층 사이의 자세 변화가 인지되지 않는 점을 근거로 진동층과 고성층의 경계를 평행 부정합으로 해석하였다. 또한 두 매의 단층이 북서 방향의 쇄설성 암맥을 절단하는 하일면 용태리 해안 노두(N34°56'28.99", E128°13'40.36")와 고성층을 절단하는 남-북 방향의 단층이 발달한 삼산면 장치리 해안 노두(N34°56'28.09", E 128°14'13.69")를 발견하였다.
고성군 삼산면 삼봉리 산 102 (N 34°56'24.40", E 128°15'10.05", N 34°56'20.72", E 128°15'12.80")에 드러난 고성층은 주로 붉은색 이암, 사암, 역질사암, 응회암 등으로 구성되고 붉은색 사암층에는 응회암이 약 10 cm 두께로 여러 매 협재한다. 지층 내에 측방 연속성이 좋은 산성의 유문암질 응회암이 2~5 m 두께로 수 매 협재하여 고성층의 건층(key bed) 역할을 한다. 화산화 응회암에서 분리된 저어콘의 U-Pb 연대측정 결과는 92~89 Ma이다.
고성군 고성읍 신월리 산 10-7 (N 34°57'20.25", E 128°19'32.17")에 드러난 고성층은 주로 회색 이암, 사암, 역질사암 등으로 구성되고 석회질이암이 협재된다. 사암층에는 응회질사암이 10 cm 두께로 여러 매 협재된다. 이곳에는 서북서 방향이 우세하고 약 10 cm 내외의 수직 변위를 보이는 점완형 성장 단층과 (서)북서 방향이 우세한 쇄설성 암맥들이 다수 발달한다. 단층과 미고결 퇴적물이 액상화되어 인장단열을 따라 주입된 쇄설성 암맥들은 본 지역 일원에서 발생한 단층 혹은 화산 활동에 의해 유발한 지진동의 기원으로 형성된 것으로 보인다.
고성군 고성읍 월평리 일대(N 34°56'17.16", E 128°20'22.20")의 해안가를 따라 약 3 km 에 걸쳐 고성층이 분포한다. 간조 시에 관찰이 가능한 이곳의 고성층은 주로 붉은색 이암, 사암, 역질사암, 응회암 등으로 구성되고 중성 암맥의 관입을 받았다. 이곳의 붉은색 이암층에서 공룡 알 화석과 거북알 화석이 산출되었고, 녹회색의 사질이암에서는 뿔공룡의 아래턱뼈 화석이 산출되었다. 현재는 발굴되어 현장에 없다.

## 같이 보기
- 한국의 지질
  - 고성군 (경상남도)의 지질
  - 통영시의 지질
  - 거제시의 지질
  - 창원시의 지질
  - 부산광역시의 지질
- 경상 누층군
  - 진동층
  - 다대포층